# Tucci (città antica)
Tucci fu un'antica città iberica, e successivamente romana, che sorgeva sul posto dell'attuale città di Martos, nella provincia di Jaén (Spagna). Raggiunse l'apice del suo splendore in epoca romana, periodo in cui venne chiamata Colonia Augusta Gemella Tuccitana.

## Cultura iberica
Il territorio iberico nei secoli V a.C. e IV a.C. fu caratterizzato da un processo di concentrazione della popolazione in nuclei fortificati, chiamati oppida, governati aristocraticamente. La cultura iberica offrì innovazioni significative nell'uso dei materiali, come la lavorazione al tornio di oggetti in ceramica e l'uso del ferro. Influì, inoltre, sui riti funebri, consistenti nell'incinerazione dei resti e la successiva deposizione delle ceneri in un'urna di qualche necropoli vicina.

### La città di Tucci
- Acropoli

Si ritiene che l'acropoli dell'antica città di Tucci si estendesse dalla zona in cui oggi sorge il palazzo del Comune di Martos fino alle vicinanze della piazza del Llanete a sud. La città si trovava ai piedi del colle roccioso oggi noto come Peña de Martos, su cui probabilmente sorgeva un piccolo insediamento fortificato. Molti ritrovamenti archeologici fanno pensare che la città avesse già un'importanza rilevante in epoca iberica.
- Necropoli

Tra le varie necropoli di Martos, la Loma de Peinado risale al secolo IV a. C. Qui si trovano diversi tipi di tombe, da tumuli a fosse coperte da grandi lastre di pietra. Si possono osservare anche urne cinerarie circolari. Il carattere disomogeneo della necropoli, unito alle differenze fra i corredi funerari, testimoniano la gerarchizzazione della società.

## L'Impero Romano

### I primi passi

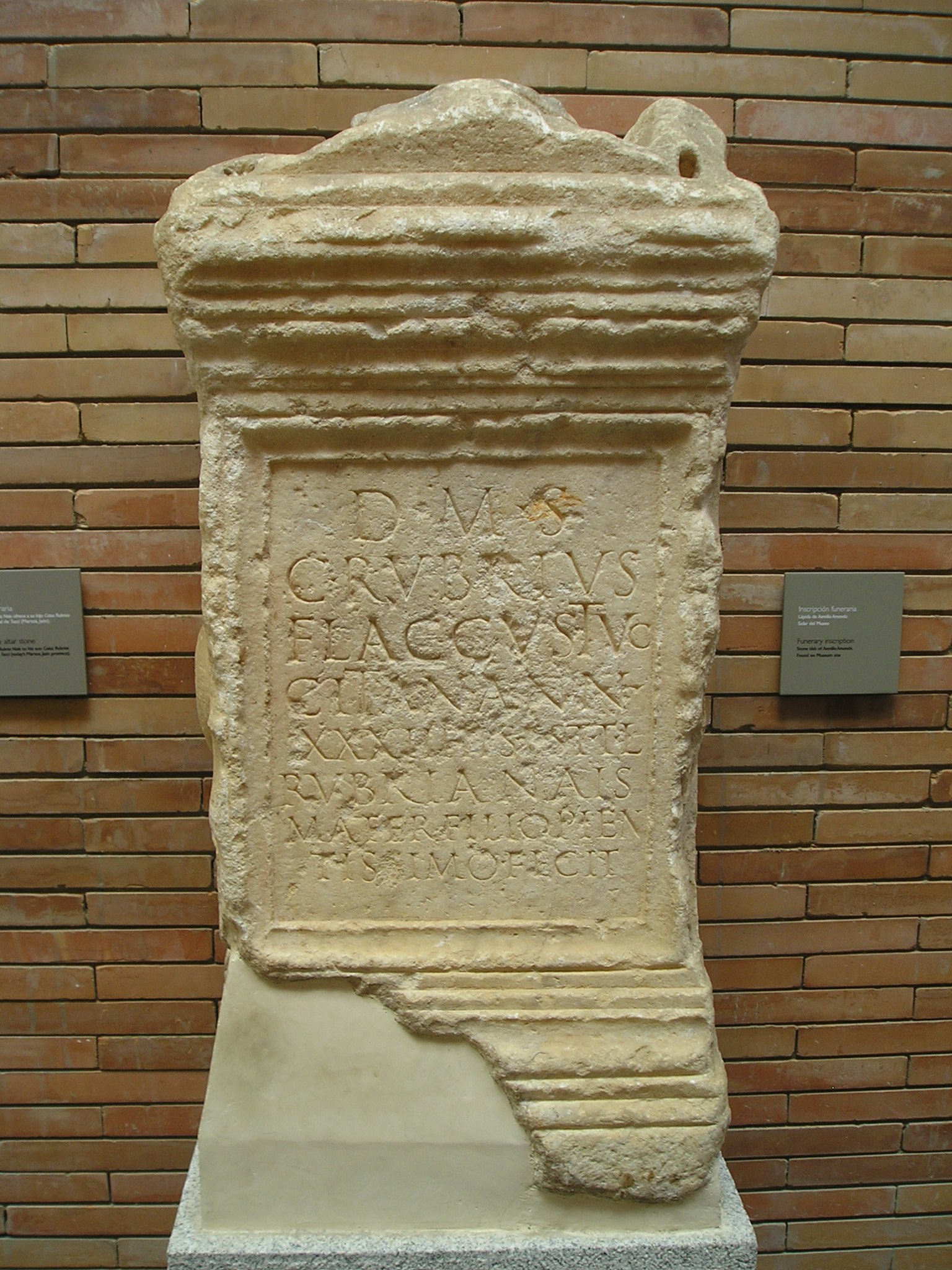
Iscrizione funeraria romana proveniente da Mérida (Badajoz, Spagna) eretta in onore del tuccitano Cayo Rubrio Flaco da sua madre Rubria Nais nel II secolo.

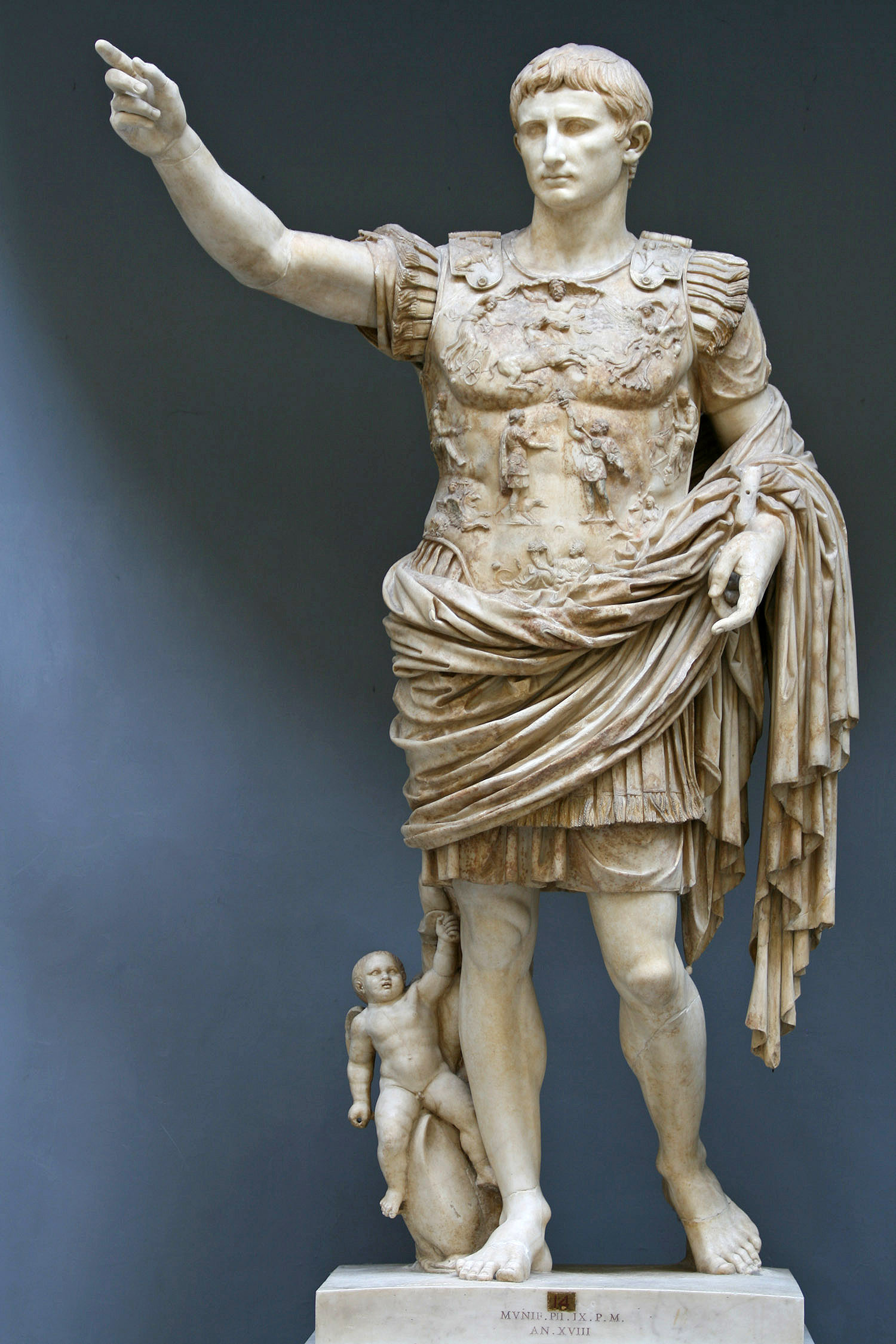
Statua di Augusto de Prima Porta.

Con la conquista romana della penisola, Tucci, come il resto degli oppida rurali, aderisce al sistema di alleanze imposto da Roma, basato sulla non ingerenza negli affari locali in cambio del pagamento di tasse. In questo modo si dà maggior potere all'aristocrazia locale, che può perpetuare il tradizionale sistema di governo iberico. Ciò nonostante, le tasse obbligano ogni oppidum ad aumentare le proprie entrate, il che culmina talvolta in una politica espansiva alla ricerca di nuove terre. Obulco e Tucci sono tra le città che iniziano una campagna di colonizzazione verso il sud della cordigliera Subbetica, tradizionalmente abbandonato, come la valle del fiume San Juan, affluente del Guadalquivir, in cui dal secolo II a. C. si rileva la creazione di nuovi insediamenti sul modello degli oppida, ma con la comparsa di torri di guardia.

### Periodo Repubblicano
Le informazioni relative a Tucci nel periodo repubblicano sono scarse.

### Alto Impero
Augusto crea una colonia di contingenti veterani sul territorio dell'oppidum, a cui viene dato il nome di Colonia Augusta Gemella. La colonia viene fondata verso il 15-14 a. C. in un punto elevato sulla falda della Peña de Martos. Può darsi che si trovasse nei pressi dell'antico oppidum indigeno e che proprio per questo venisse chiamata "Gemella". 
La colonia aveva due parti: la civitas, e il suo territorio:
- La civitas: anche se sono stati fatti pochi scavi archeologici, la gran quantità di ritrovamenti casuali testimonia la grandezza che doveva avere. Già nel secolo XVII, lo storico Diego de Villalta rileva la qualità dei resti delle costruzioni romane conservati nella zona di piazza Santa Marta, ammirando la pavimentazione del foro municipale. Inoltre, ci sono numerose epigrafi che attestano l'esistenza di cariche pubbliche quali Ilviri, Aediles, Prefectos e Pontifex.
- Il territorio di Tucci: Si conoscono numerosi edifici, come la “Villa del Apero”, che ospitano mosaici e pavimenti dell'epoca dell'Alto Impero. Sono stati scoperti anche i resti di una villa romana fondata all'inizio del secolo I, nonché quelli di un'altra villa costruita lungo la via d'accesso alla città, della quale è documentato un tratto di oltre 300 metri.[2]

### Tardo Impero
Nel Tardo Impero ha luogo una ruralizzazione generale della società, ma nel caso di Tucci, la città mantiene un assetto urbano e di controllo del territorio, essendo sede vescovile fino all'epoca islamica. 
In questa fase avviene la completa introduzione del cristianesimo e della Chiesa nella struttura amministrativa. Un esempio di questo dovette essere la costruzione di una basilica cristiana nei pressi della zona conosciuta come Molino del Rey, zona in cui sono state rinvenute delle iscrizioni cristiane, così come il magnifico esempio scultoreo di un sarcofago paleocristiano datato del secolo III. Il potere della Chiesa sulla popolazione è evidente anche dalla legge di Sisebuto, che nel secolo VI affida alla cupola religiosa di Tucci e Mentesa il controllo sugli ebrei.

## Ultimi secoli
Durante l'epoca visigota, Tucci mantenne la sua importanza come sede vescovile, fino a quando fu invasa dagli arabi. È proprio in epoca islamica, intorno al IX secolo, quando il geografo Al-Muqaddasi impiega per la prima volta il termine Martus per riferirsi alla città, considerandola una delle principali produttrici di uva, olive e fichi della valle del Guadalquivir.